# Gros manseng

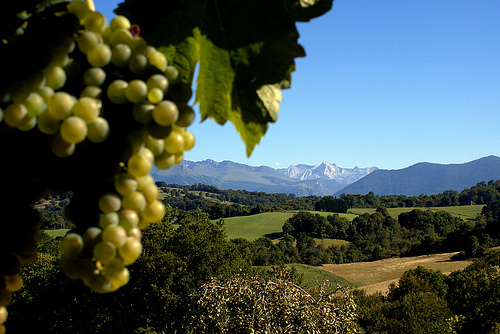
Gros manseng in de Jurançon

De gros manseng is een cépage, een wijnvoet voor witte wijn.
De thuisbasis van deze druivensoort is het Zuidwesten van Frankrijk.
De druif wordt onder andere gebruikt voor wijn uit Béarn, Pacherenc, Tursan, Vin de pays van de Côtes de Gascogne en het typische aperitief uit de Gers, de floc de Gascogne. Gros manseng wordt vaak gebruikt voor de droge Jurançon sec.
Gros manseng is productiever, hoewel aromatisch lang niet zo geconcentreerd van smaak als de Petit Manseng.

## Synoniemen
- Gros Mansenc Blanc
- Gros Manseng Blanc
- Ichiriota Zuriahandla
- Ichiriota Zuria Handia